# Karsamåla göl
Karsamåla göl är en sjö i Emmaboda kommun i Småland och ingår i Lyckebyåns huvudavrinningsområde. Sjön har en area på 0,0716 kvadratkilometer och ligger 137,2 meter över havet.

## Delavrinningsområde
Karsamåla göl ingår i det delavrinningsområde (627072-148465) som SMHI kallar för Utloppet av Törn. Medelhöjden är 125 meter över havet och ytan är 46,56 kvadratkilometer. Räknas de 7 avrinningsområdena uppströms in blir den ackumulerade arean 181,33 kvadratkilometer. Linneforsån som avvattnar avrinningsområdet har biflödesordning 2, vilket innebär att vattnet flödar genom totalt 2 vattendrag innan det når havet efter 60 kilometer. Avrinningsområdet består mestadels av skog (65 procent). Avrinningsområdet har 8,52 kvadratkilometer vattenytor vilket ger det en sjöprocent på 18,3 procent.